# Imelda-Instituut
Het Imelda-Instituut is een Nederlandstalige, katholieke secundaire TSO-, BSO- en KSO school in Sint-Jans-Molenbeek. De Zusters Annunciaten van Heverlee zijn de inrichtende macht.
De secundaire school maakt deel uit van de Scholengemeenschap voor Katholiek Secundair Onderwijs Sint-Gorik en is gevestigd in de scholencampus St. Michel in de Picardstraat 170 (met op nummer 172 het aso van het Lyceum Martha Somers). De kunstafdeling is gevestigd in het centrum van Brussel (Moutstraat 19-23). Tot juni 2020 had de secundaire school een vestiging aan de Ninoofsesteenweg 339 in Anderlecht (algemene 1ste graad en 2de graad bso) en in de Moutstraat 19-23 in Brussel-stad (2de graad tso-kso en 3de graad tso, kso en bso). De directeur is Jimmy Manshoven.